# Nationaal Park Bosland
Nationaal Park Bosland is een groot bosrijk gebied in het noordwesten van de Belgische provincie Limburg. Het omvat de openbare natuurgebieden van Lommel, Hechtel-Eksel en Pelt. De natuurgebieden binnen Nationaal Park Bosland zijn anno 2023 5032 ha groot. Ze zijn in handen van de drie gemeenten, private eigenaars zoals Sibelco en het Agentschap Natuur en Bos van de Vlaamse Overheid. 
In 2023 werd Bosland erkend als nationaal park. 

## Geschiedenis

### Vanaf de ijzertijd
Aan het einde van de laatste ijstijd (ongeveer 14.000 jaar geleden) woonden er reeds mensen in het huidige Boslandgebied. In het beekdal van de Molse Nete (Kattenrijt) in het Lommelse Kattenbos werden sporen teruggevonden van stenen werktuigen uit deze periode, welke bewaard worden in Museum De Kolonie. Het gebied was een ideale woonplaats voor onze voorouders: ten zuiden van een duinrug (dus uit de wind), aan de rand van een ven of moeras (dus in de nabijheid van water en vis) en aan de rand van een bos, waar ze joegen op beren, reeën, oerrunderen en elanden. Vondsten van 10.800 jaar geleden uit datzelfde beekdal tonen dan weer aan hoe het landschap en de prooien veranderd waren. Uit die periode werden kleinere, vuurstenen werktuigen gevonden. De jagers waren overgeschakeld op herten, wilde zwijnen en vossen.
Gevonden scherven van aardewerken potten schetsen het leven van de eerste Lommelse boeren, zo’n 5000 jaar geleden, toen men overging op het telen van vee en het omhakken van bomen voor de aanleg van akkers. De urnen van boeren uit de ijzertijd en een schat uit de Konijnepijp, een offer van bronzen voorwerpen, bevinden zich in Museum De Kolonie.
In de omgeving van de Peltse Hunnebergen bevinden zich de restanten van een prehistorische begraafplaats, die dateert uit de late bronstijd - vroege ijzertijd (800 - 400 voor Christus). In die tijd was er een nederzetting in de vallei van de Holvense beek. In die periode cremeerden de Peltenaren hun doden. De assen bewaarden ze in een aarden urne, die werd ingegraven in een kuiltje en afgedekt met een laag heuveltje. Die heuvels werden soms afgeschermd met een greppel en een houten omheining. Men spreekt dan ook van de Urnenveldencultuur. Deze urnenvelden werden ontdekt tijdens opgravingen in de 20ste eeuw en eind jaren 1980 gereconstrueerd. Er is een gereconstrueerd urnenveld aan het ‘Wandelen met wielen’-pad in Overpelt (Gortenstraat).
In Overpelt is onder meer een voorromeinse begraafplaats ontdekt op de Heesakkerheide, een mesolitische vindplaats (de midden-steentijd) nabij de plek Steenweg en een voorromeinse begraafplaats op de Hoeven. Op de Dorperheide trof men (fragmenten van) bekers die behoorden tot de Bekercultuur, een naam die verwijst naar een periode in het palaeolithicum (de oude steentijd) en die in de 
Kempen haar bloei kende van ongeveer 2200 tot 1500 voor Christus.
Op het Holven werd een dolium (grote, aardewerken vaas die de oude Romeinen vaak gebruikten voor het opslaan en vervoeren van goederen) gevonden. Op het Lindel ontdekte men voorromeinse grafheuvels. In Lindel vond men ook een vergulde koperen triëns in een Merovingisch grafveld, samen met andere metalen voorwerpen.

### Bebossing vanaf 1850
De bebossing in de Noord Limburgse regio is rond 1850 op gang gekomen. De aanwezige heidegronden verloren hun economische functie en werden, in functie van de opkomende mijnbouw en de aanwezigheid van transportmogelijkheden, steeds meer bebost. Dit hout diende vooral als stuthout voor de constructie van ondergrondse mijngangen. Er werden vooral naaldbomen aangeplant aangezien deze in het Noord-Limburgse zand ideaal konden gedijen. Daardoor is ook nu nog 90% van de Noord Limburgse bossen gevormd uit naaldbomen zoals de grove den. Met het sluiten van de mijnen viel de behoefte aan stuthout helemaal weg maar er bleef nog een markt voor dit hout, dat in talrijke toepassingen gebruikt wordt.

### Erkenning
Het initiatief voor Bosland werd gestart door de Vlaams minister van Leefmilieu Hilde Crevits. Bosland moet niet alleen het grootste maar ook het meest kindvriendelijke bos van Vlaanderen worden, een bos waar recreatie en duurzaam bosbeheer centraal staan. Een bos van dergelijke omvang kan grote hoeveelheden CO2 opnemen. Hierdoor kan Noord-Limburg tegen 2030 CO2-neutraal worden.
Ruimtelijke barrières zoals spoor- en autowegen zullen door middel van wandelbruggen en ecoducten overbrugd worden. Op die manier wordt er één groot aaneengesloten gebied gecreëerd voor flora en fauna. Wandelbruggen worden gemaakt uit FSC-gelabeld hout uit bossen die op een duurzame manier produceren.
Ondertussen heeft ook de grijze wolf dit gebied herontdekt. Het zou nu wel na de val van de muur in 1989 om Poolse wolven gaan.
Bosland is een onderdeel van het Regionale Landschap Lage Kempen, dat onder meer de bossen in het noorden en westen van de provincie Limburg bevat. Op 13 oktober 2023 werd het park door de Vlaamse Regering erkend als nationaal park.

## Ligging en bosgebieden

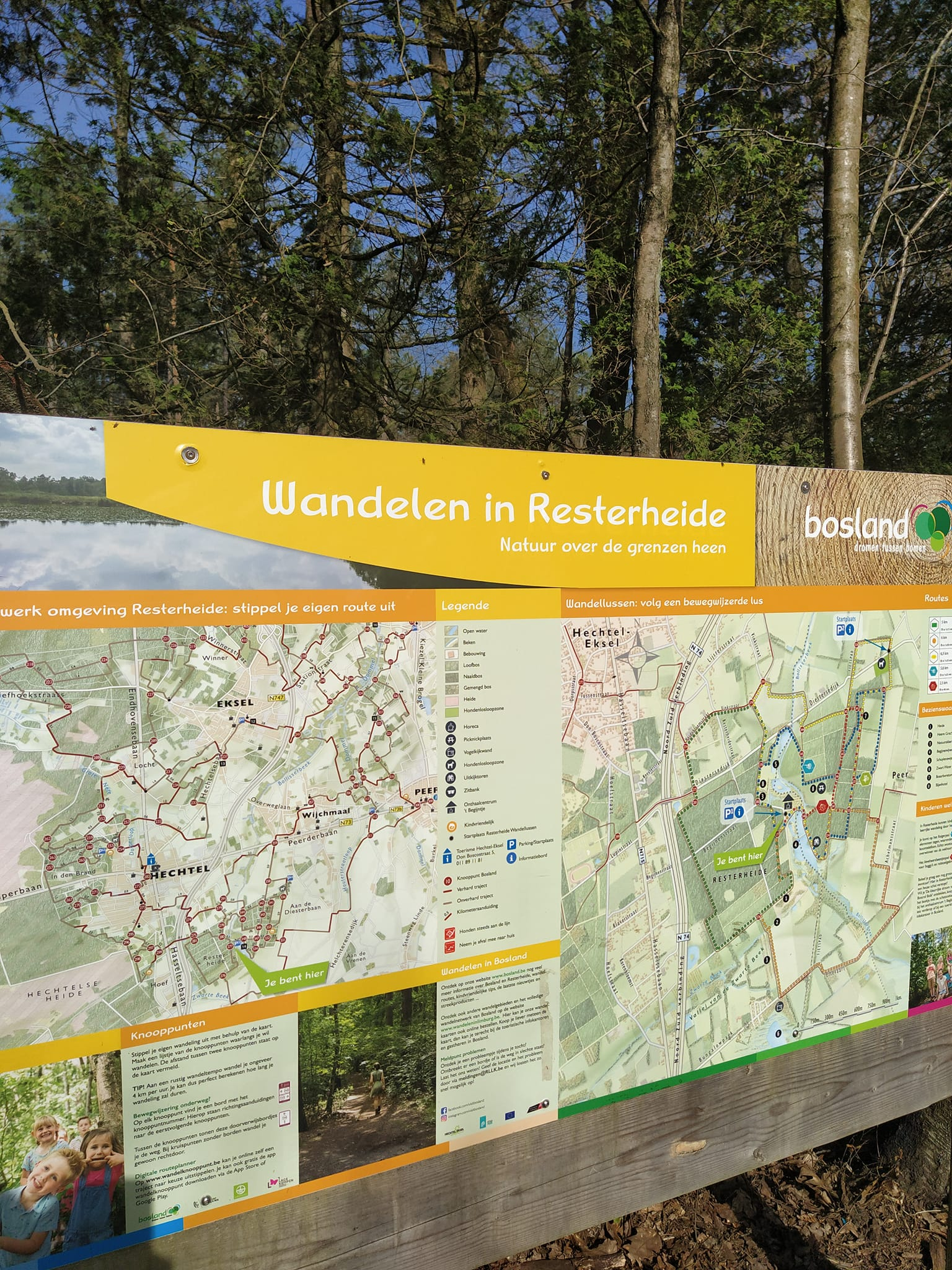
Resterheide

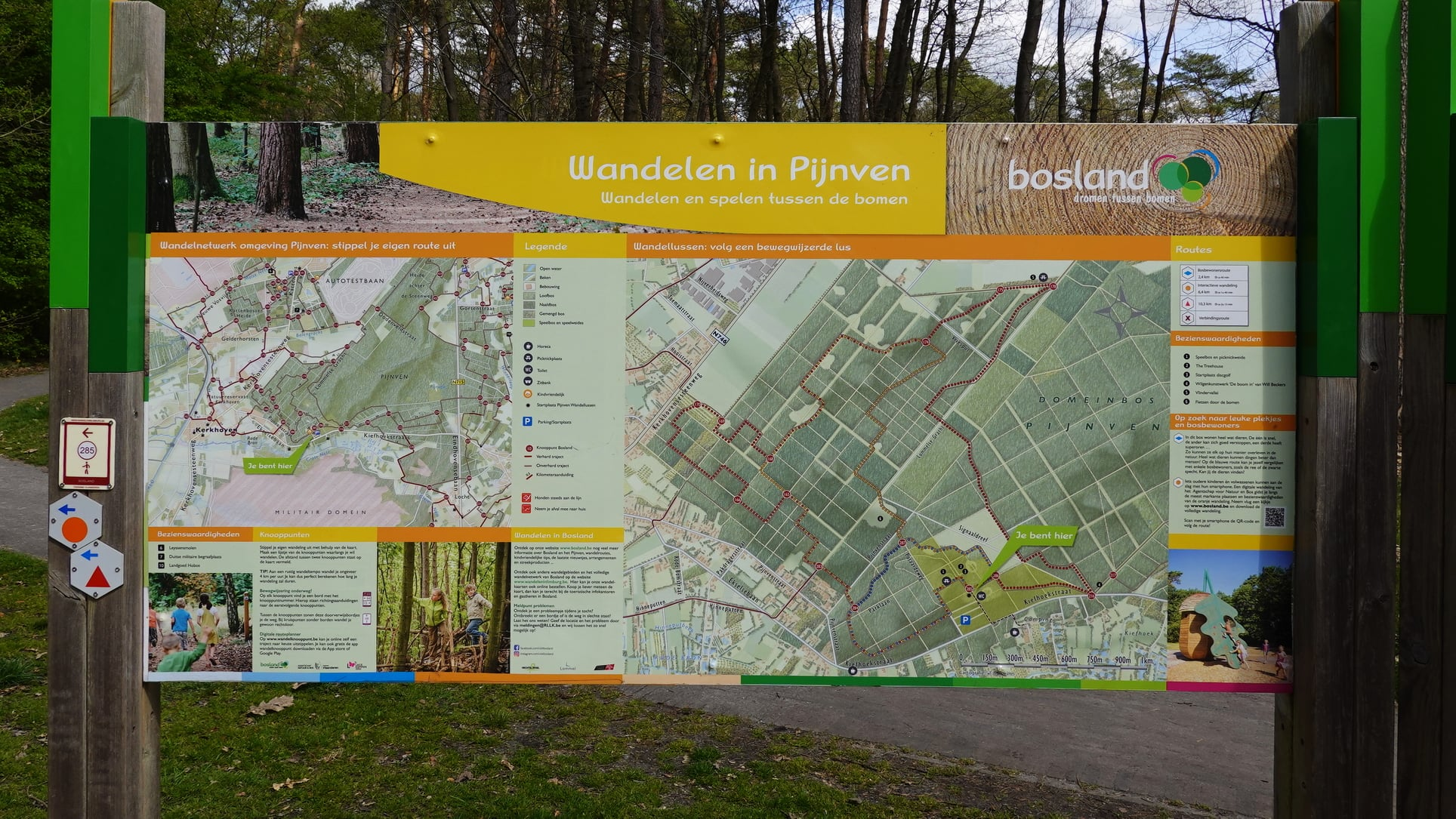
Pijnven

Volgende bosgebieden, natuurdomeinen en natuurreservaten vormen samen het gebied Bosland:
- Blauwe Kei - De Maat (Lommel, Mol)
- Sahara (Lommel)
- Watering (Lommel)
- Heuvelse Heide (Lommel)
- Holven-'t Plat (Pelt)
- Dommelvallei - Heesakkerpark (Pelt, Hechtel-Eksel, Peer)
- Kattenbos (Lommel)
- Pijnven (Lommel, Hechtel-Eksel, Pelt)
- In den Brand (Hechtel-Eksel)
- Resterheide (Hechtel-Eksel)
- Grote Hof - Hobos (Pelt)
- Hoksent - Molhem (Hechtel-Eksel)

Bosland is einde 2016 uitgebreid met het domein van het voormalige 'Napoleonstrand' in Overpelt. Dit gebied dient als 'corridor' tussen natuurgebied 't Plat in Overpelt en Natuurgebied Pijnven, dat centraal in Bosland ligt. Delen van Bosland zijn Europees beschermd als onderdeel van Natura 2000-gebied Vallei- en brongebied van de Zwarte Beek, Bolisserbeek en Dommel met heide en vengebieden.

## Fauna en flora
Bosland bestaat voor een groot gedeelte uit heidegebieden en hier en daar vennen. Dit eerder zeldzame landschap is niet natuurlijk, maar het is belangrijk voor het in stand houden van soorten. Op verschillende plaatsen wordt de heide op traditionele wijze begraasd door schapen.
Bosland herbergt dan ook vele soorten die dit heide- en vennengebied koesteren: de boomleeuwerik, vlindersoort het groentje, beenbreek, heideknotszwam en de jeneverbesstruik. Ook grote zoogdieren zoals reeën en everzwijnen vinden er hun thuis. Enkele deelgebieden zijn beschermd als habitatrichtlijngebied of vogelrichtlijngebied.
Voor bepaalde gebieden is de bodem te zuur geworden, met als gevolg dat bepaalde soorten zoals de jeneverbesstruik niet meer kan verjongen, afgezien ze vroeger zeer eigen was aan het landschap.
In het kader van het soortenproject van Regionaal Landschap Lage Kempen, namen de Limburgse gemeenten elk een bijzondere soort onder de vleugels. De Boslandgemeenten adopteerden de boomleeuwerik (Lommel), het groentje (Pelt) en de nachtzwaluw (Hechtel-Eksel).
Het wolvenkoppel Naya en August koos sinds 2018 Bosland als leefgebied uit.

### Internationaal onderzoek

#### Bomen planten voor internationaal onderzoek
In Bosland wordt er in samenwerking met universiteiten (onder meer de Universiteit Gent) en onderzoekscentra onderzoek geleverd. Er is een internationaal experiment opgezet dat rond bomen en biodiversiteit. Op de Forbio-site (in natuurdomein Pijnven) werden eind 2012 - begin 2013 vijf boomsoorten (wintereik, berk, grove den, lork en douglasspar) op een verschillende manier gemengd en aangeplant. Deze combinaties worden de volgende jaren wetenschappelijk opgevolgd om zo het belang van gevarieerde bossen te kunnen onderzoeken. Er wordt zo de hypothese onderzocht dat gemengde bossen beter functioneren en meer ecosysteemdiensten leveren dan monoculturen. Het gaat om het grootste ecosysteemexperiment ter wereld, met gelijkaardige initiatieven in Duitsland, Frankrijk, Finland, Borneo, Panama, Australië en China.

#### Onderzoek inzake langetermijnvisie houtproductie
In samenwerking met de Universiteit Antwerpen en de KU Leuven werd in 2011 een langetermijnvisie voor de houtproductie in Bosland opgesteld. Een speciaal hiervoor ontwikkeld computermodel, SimForTree, maakt het mogelijk om de bosontwikkeling en houtopbrengst voor een lange periode te voorspellen. Nadien werd een toekomstscenario voor de houtkap in Bosland uitgewerkt, dit in samenspraak met zowel de bosbeheerders als de houtindustrie.